# Victor Franz Hess
Victor Franz Hess (Deutschfeistritz, 1883. június 24. – Mount Vernon, 1964. december 17.) osztrák-amerikai fizikus. 1936-ban elnyerte a fizikai Nobel-díjat a kozmikus sugárzás felfedezéséért. 

## Tanulmányai
Victor Francis Hess 1883 június 24-én született a stájerországi Deutschfeistritzhez közeli waldsteini kastélyban Vinzens Hess és felesége, Serafine von Grossbauer-Waldstätt gyermekeként. Apja a kastély tulajdonosának, Karl Anselm Kraft von Oettingen-Wallerstein hercegnek volt az erdésze. 1893-ban a tízéves Victort a grazi gimnáziumba küldték, ahol 1901-ben érettségizett. Ezután a Grazi Egyetemen tanult fizikát. 1905-ben szerezte meg diplomáját, 1910-ben pedig doktori fokozatát. 

## Pályafutása

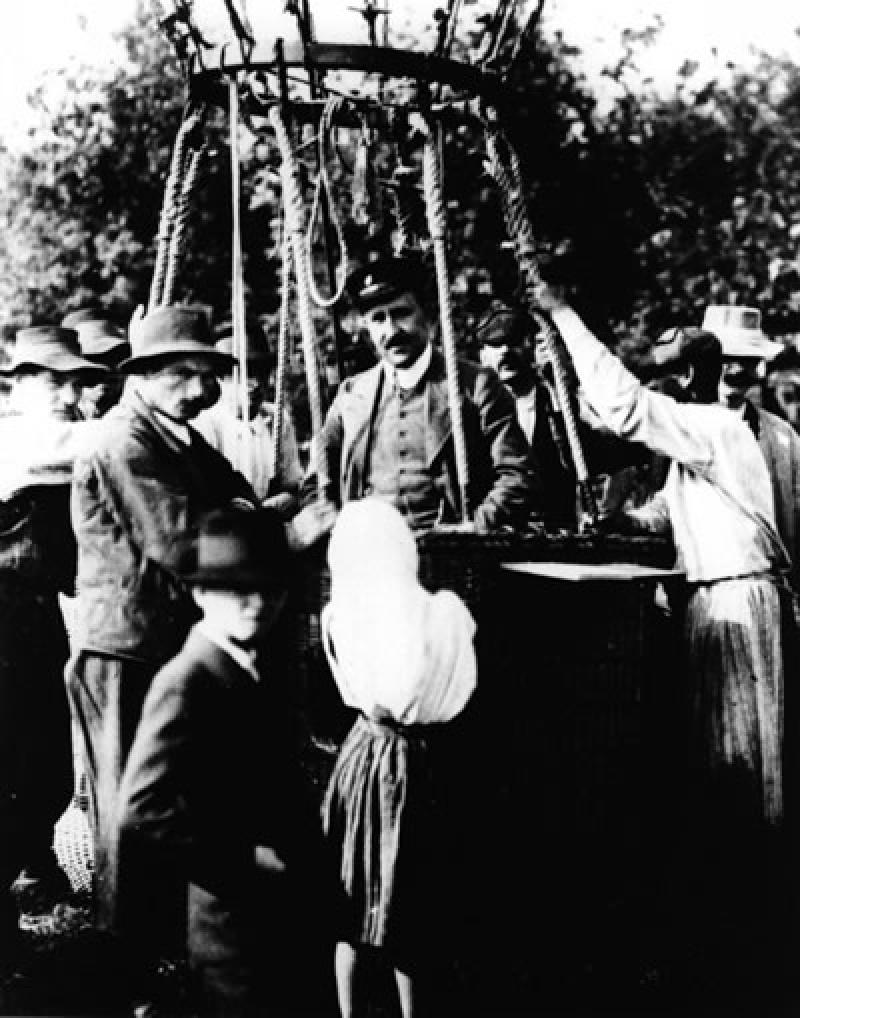
Hess léggömbkísérletei során (1912 augusztus)

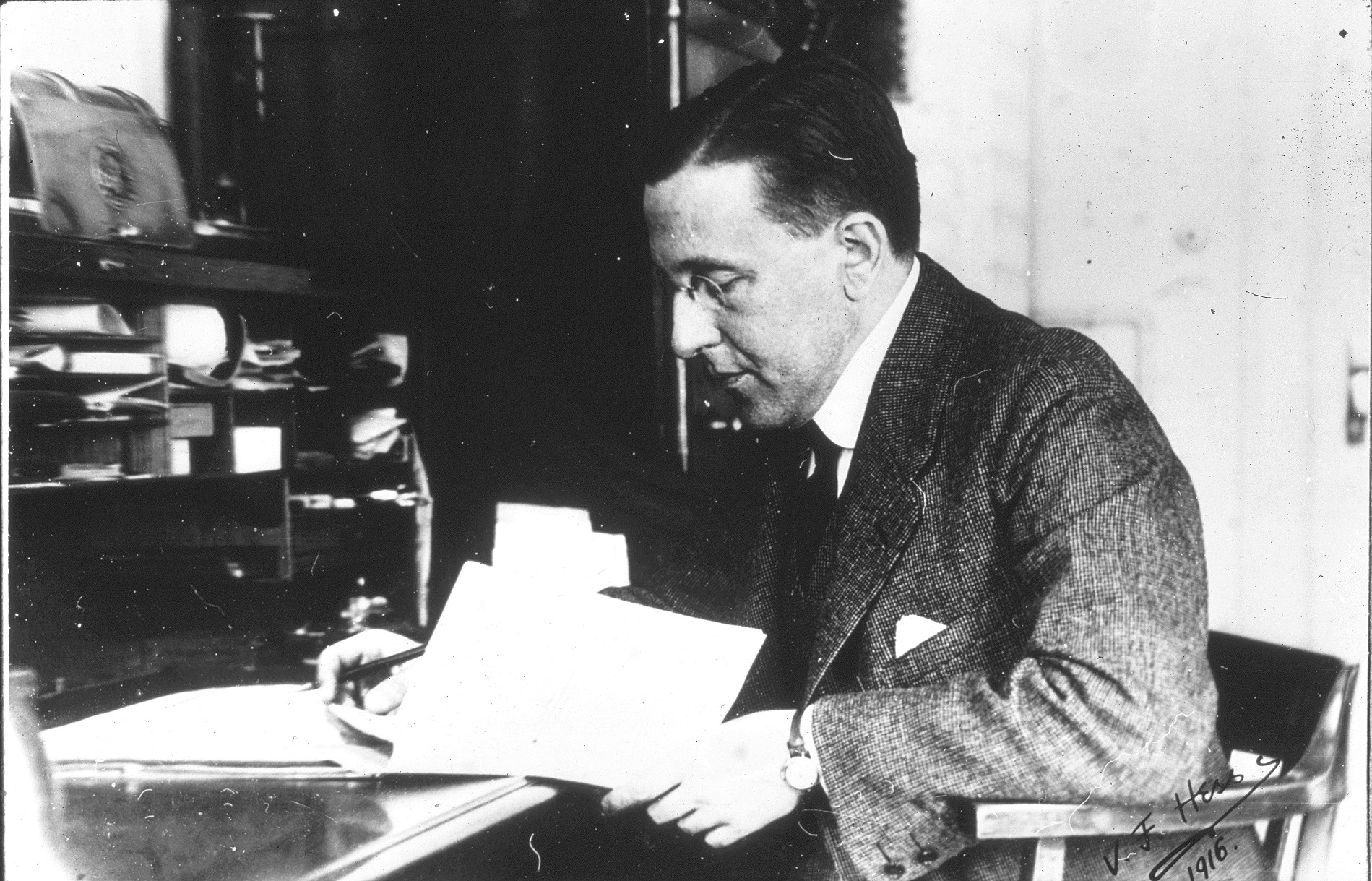
Victor Hess 1916-ban

Hess kutatói pályáját a Bécsi Egyetem fizikai intézetében kezdte, ahol Egon Schweidler professzor mentorálásával elkezdte munkáját a kor egyik legérdekesebb fizikai problémájának, a radioaktivitásnak a területén. 1911-ben csatlakozott az osztrák Tudományos Akadémia által akkor megnyitott Rádiumkutatási Intézethez, Stefan Meyer, majd Franz Exner asszisztenseként; mindketten a radioaktivitás kutatásának úttörői voltak. 
Hess a gamma-sugárzást vizsgálta. Néhány évvel korábban felfedezték, hogy a levegő gyengén vezeti az elektromosságot; ezt egy állandó ionizáló háttérsugárzásnak tulajdonították. Az akkori általános vélemény szerint a környezeti háttérsugárzás forrása a Föld volt, de már korán felfedezték, hogy erőssége a magassággal együtt növekszik. Több kutató is vizsgálta a jelenséget, többek között az olasz Domenico Pacini, aki a tenger alatt, a Livornói-öböl fenekén állította fel műszerét és megállapította, hogy a sugárzás mértéke jelentősen alacsonyabb, így annak nem lehetett a földkéreg a forrása. Hess a korábbiaknál érzékenyebb mérőműszert készített és léggömbbel felemelkedve módszeresen mérte a sugárzás erősségét. 1911-ben egy, 1912-ben hét, 1913-ben pedig egy újabb ilyen kísérletet végzett. Úgy találta, hogy a sugárzás szintje kb. egy kilométer magasságig csökkent, majd meredeken emelkedni kezdett: 5 km-es magasságban már dupláját mérte a tengerszintinek. Hess nappali és éjjeli méréseket is végzett, sőt egyszer teljes napfogyatkozás alatt is felemelkedett léggömbjében. A sugárzás erősségét azonban egyformának találta, így kizárta annak lehetőségét, hogy az a Napból eredne. 1912-ben levonta a következtetést, hogy a Föld atmoszférájába ismeretlen eredetű, nagy áthatolóképességű sugárzás érkezik az űrből és ionizálja a levegő molekuláit. Eredményeit 1925-ben erősítette meg az amerikai Robert Millikan, aki a kozmikus sugárzás nevet adta a jelenségnek. 
Hess eközben folytatta kutatói és oktatói munkáját az intézetben, illetve az első világháború alatt röntgensugárzással kísérletezett egy kórházban. 1920-ban kinevezték a Grazi Egyetem címzetes tanárává. 1921-ben fizetés nélküli szabadságot vett ki és az Egyesült Államokba utazott, ahol két évig a rádium orvosi alkalmazásait tanulmányozta a New Jersey-i Radium Corporation laboratóriumában, illetve tanácsadóként dolgozott a Belügyminisztérium Bányászati Hivatalánál. 1923-ban visszatért Grazba, ahol 1925-ben a kísérleti fizika tényleges egyetemi tanárává nevezték ki. 1931-től 1937-ig az Innsbrucki Egyetem radiológiai intézetének professzoraként dolgozott és a 2300 m magas Hafelekar hegyen kutatóállomást létesített a kozmikus sugárzás tanulmányozására. 1937-ben visszatért a Grazi Egyetemre. 
1936-ban Hesst a kozmikus sugárzás felfedezéséért fizikai Nobel-díjjal tüntették ki. A pénzjutalom felét nyerte el, a másik felét az amerikai Carl David Anderson kapta a pozitron felfedezéséért.  
1938 tavaszán a náci Németország annektálta Ausztriát. A kozmopolita gondolkodású Hess nem titkoltan a függetlenségpárti Kurt Schuschnigg híve volt, elítélte a nemzetiszocializmust és zsidó volt a felesége. Rövidesen letartóztatták, majd május 28-án szabadon engedték ugyan, de szeptemberben az 55 éves tudóst nyugdíj nélkül lemondatták posztjáról. A Nobel-díjjal járó pénzjutalmat elkobozták. Hess ezután előbb Svájcba, majd az Egyesült Államokba költözött, ahol felesége első házasságából született fia élt. A New York-i Fordham Egyetem alkalmazta fizikatanárként. 1944-ben megkapta az amerikai állampolgárságot.
1946-ban a seattlei Paul Lugerrel együtt ő végezte el a hirosimai atomtámadás utáni radioaktív csapadék első tesztjeit. 1947-ben kidolgozta ún. integrált gamma-sugárzásos módszerét, amellyel egészen kis rádiummennyiséget is detektálni lehetett az emberi testben, így lehetővé vált a kezdeti stádiumú sugárbetegség felismerése. 1955-ben az amerikai légierő megbízásából a nukleáris fegyverkísérletek utáni radioaktív szennyezést vizsgálta. Hess elkülönítette a természetes háttérsugárzást a mesterségestől és megállapította, hogy a atombombatesztek után mérhető mesterséges sugárzás marad a légkörben. 
Húsz éven át tanított a Fordham Egyetemen, majd 1958-ben visszavonult. Pályafutása során 60 cikket publikált és írt néhány könyvet; az elsőt 1912-ben adták ki Die Wärmeproduktion des Radiums ("A rádium hőtermelése") címmel.

## Elismerései
- 1919 az Osztrák Tudományos Akadémia Ignaz Lieben-díja
- 1932 a Carl Zeiss Intézet Abbe-érme
- 1936 Fizikai Nobel-díj
- 1959 Osztrák Tudományos és Művészeti érdemrend

## Magánélete
Victor Hess 1920-ban feleségül vette a zsidó Marie Bertha Warner Breisket. Felesége 1955-ben hunyt el rákban. Hess még abban az évben újranősült, Bertha ápolónőjét, Elizabeth M. Hoenkét vette el. Gyermeke nem született.
Victor Franz Hess 1964. december 17-én halt meg Parkinson-kór következtében a New York-állambeli Mount Vernonban.